# Rodrigo Gomes
Rodrigo Martins Gomes (Póvoa de Varzim, 7 juli 2003) is een Portugees voetballer die bij voorkeur als rechtermiddenvelder speelt. Hij tekende in 2024 voor Wolverhampton Wanderers.

## Clubcarrière
Gomes is een jeugdproduct van SC Braga en debuteerde in 2020 in de Primeira Liga. In augustus 2023 werd hij voor één seizoen verhuurd aan reeksgenoot GD Estoril-Praia, waar hij zeven doelpunten scoorde in dertig competitieduels. Deze prestatie leverde hem in juni 2024 een transfer op naar Wolverhampton Wanderers, dat vijftien miljoen euro veil had voor de middenvelder.